# Voix unioniste traditionnelle
La Voix unioniste traditionnelle (anglais : Traditional Unionist Voice, TUV) est un parti politique d'Irlande du Nord, créé en 2007 comme une scission du Parti unioniste démocrate (DUP), par opposition à l'accord de Saint-Andrews. Son leader est l'ancien député européen Jim Allister, qui siégeait de juin 2004 à mai 2009 en tant qu'indépendant et se reconnaissait comme membre de l'Alliance des démocrates indépendants en Europe (dissoute fin 2008).

## Idéologie
Les quatre grands principes de ce mouvement sont :
- le maintien et le renforcement de l'union entre le Royaume-Uni et l'Irlande du Nord ;
- la recherche d'une forme d'autonomie compatible avec le système britannique ; dans l'attente le rejet des accords de Belfast et de Saint-Andrews, et de tout lien particulier avec la république d'Irlande ;
- que l'État de droit soit la règle dans chaque partie de l'Irlande du Nord et qu'elle soit administrée sans peur ou favoritisme ;
- le soutien aux valeurs familiales traditionnelles.

## Résultats électoraux

### Élections parlementaires nord-irlandaises
| Année | Voix   | %    | Mandats | Rang | Gouvernement      |
| ----- | ------ | ---- | ------- | ---- | ----------------- |
| 2011  | 16 480 | 2,49 | 1 / 108 | 6e   | Dans l'opposition |
| 2016  | 23 776 | 3,42 | 1 / 108 | 6e   | Dans l'opposition |
| 2017  | 20 523 | 2,55 | 1 / 90  | 6e   | Dans l'opposition |
| 2022  | 65 788 | 7,63 | 1 / 90  | 6e   | Dans l'opposition |